# Pterolophia truncatipennis
Pterolophia truncatipennis là một loài bọ cánh cứng trong họ Cerambycidae.